# CityCat
CityCat est un service de transport en commun par ferrys, ou navettes fluviales, fonctionnant à Brisbane, dans le Queensland en Australie, géré par RiverCity Ferries (TransdevTSL jusqu'en 2020) sous contrat avec le conseil municipal de Brisbane.

## Histoire
Le CityCat fonctionne sur la Brisbane entre Apollo Road, dans le quartier de Bulimba, et l'université du Queensland à St Lucia, via South Bank et le CBD. Le réseau comprend 15 stations et longe des zones telles que New Farm Park, Kangaroo Point, l'université de technologie du Queensland, South Bank, Toowong et West End.
Les populaires bateaux de CityCat sont des catamarans. Les services ont débuté en 1996 avec six unités, chacune ayant une capacité de 150 passagers, laquelle flotte s'est vue augmentée de deux bateaux en 1998 afin de répondre à une demande croissante. Le service a transporté approximativement 2,88 millions de passagers en 2004. Le système est particulièrement séduisant pour les touristes puisqu'il constitue une plaisante manière de visiter la ville de Brisbane depuis son fleuve, en passant par des sites célèbres tels que le Story Bridge et les South Bank Parklands.
Cinq catamarans au design nouveau, capables de transporter 12 passagers en plus, ont depuis été rajoutés à la flotte. La remise à neuf des CityCats de première génération commença en 2005. Les CityCats rénovés ont des sièges plus confortables à l'intérieur, un espace séparé pour le rangement de 12 vélos, un écran plasma qui diffuse des actualités, de la publicité et des cours programmes de divertissement, de plus larges équipements de toilettes embarqués, ainsi qu'un plus grand nombre de sièges matelassés disponibles à l'extérieur, particulièrement dans la partie avant de la zone assise.
Cinq CityCats supplémentaires ont été commandés, et bien qu'ils soient de configuration similaire à ceux de seconde génération, ils ont des lignes et un plan légèrement différents.
Le service CityCat s'est récemment vu ajouter un accès Internet à bord par Wi-Fi. Cela a été rendu possible grâce à un partenariat avec l'université du Queensland. Toute personne ayant un compte UQConnect peut avoir accès à Internet en utilisant un ordinateur portable ou tout autre dispositif sans fil.

## Noms des bateaux
Les CityCats sont baptisés d'après le nom aborigène de diverses parties de la Brisbane et de zones adjacentes. Le nom en anglais est donné entre parenthèses, ainsi que la date de la mise à l'eau.

### Première génération
- Kurilpa (West End) — mise à l'eau en novembre 1996
- Mirbarpa (Indooroopilly) — mise à l'eau en novembre 1996
- Barrambin (Breakfast Creek) — mise à l'eau en novembre 1996
- Tugulawa (Brisbane River à Bulimba) — mise à l'eau en novembre 1996
- Mianjin (Gardens Point) — mise à l'eau en décembre 1996
- Binkinba (New Farm) — mise à l'eau en décembre 1996
- Mooroolbin (Hamilton Sandbank) — mise à l'eau en octobre 1998
- Baneraba (Toowong) — mise à l'eau en décembre 1998

### Deuxième génération
- Beenung-urrung (Highgate Hill) — mise à l'eau en août 2004
- Tunamun (Petrie Bight) — mise à l'eau en juin 2005
- Meeandah (ce quartier se situe à côté de Eagle Farm et Pinkenba) — mise à l'eau en février 2008
- Wilwinpa (Observatory) — mise à l'eau en juin 2008
- Ya-wa-gara (Breakfast Creek) — mise à l'eau en novembre 2008
- Mahreel (Spring Hill) — mise à l'eau en avril 2009

## Réseau
| Nom du quai              | Zone TransLink | Quartiers desservis      | Correspondances |
| CityCat (vers l'amont)   |                |                          | |
| Apollo Road              | 2              | Bulimba                  | Lignes de bus TransLink : 230, 231, 235, 236                                                                       |
| Bretts Wharf             | 2              | Hamilton                 | Lignes de bus TransLink : 300, 302                                                                                 |
| Bulimba                  | 2              | Bulimba                  | Lignes de bus TransLink : 230, 231, 232 Cross-River Ferry vers Teneriffe                                           |
| Hawthorne                | 2              | Hawthorne                | Ligne de bus TransLink : 232                                                                                       |
| New Farm Park            | 2              | New Farm                 | Lignes de bus TransLink : 195, 196, 197 Cross-River Ferry vers Norman Park                                         |
| Mowbray Park             | 2              | East Brisbane            | Lignes de bus TransLink : 222, 230, 232, 235                                                                       |
| Sydney Street            | 2              | Merthyr, New Farm        | Lignes de bus TransLink : 196, 197 Inner City Ferry                                                                |
| Riverside                | 1              | Brisbane CBD             | Ligne de bus TransLink : Free Loop Bus et trains à Central Station                                                 |
| QUT Gardens Point        | 1              | Brisbane CBD             | Lignes de bus TransLink : Free Loop Bus à Queen Street                                                             |
| South Bank 1 & 2         | 1              | South Bank               | Bus à Cultural Centre Trains à South Brisbane Station                                                              |
| North Quay 1 & 2         | 1              | Brisbane CBD             | Bus à Queen Street Inner City Ferry                                                                                |
| Regatta                  | 2              | Toowong                  | Lignes de bus TransLink : 412, 415, 416, 417, 425, 430, 433, 435, 440, 445, 450, 453, 454 Trains à Toowong Station |
| Guyatt Park              | 2              | St Lucia                 | Lignes de bus TransLink : 402, 412                                                                                 |
| West End                 | 2              | West End                 | Lignes de bus TransLink : 192, 199                                                                                 |
| University of Queensland | 2              | Université du Queensland | Lignes de bus TransLink : 109, 169, 209                                                                            |